# زیگانگ
زیگانگ (به لاتین: Zigong) یک شهر مرکزی در جمهوری خلق چین است که در سیچوآن واقع شده‌است.

## خصوصیات
زیگانگ ۴٬۳۷۲٫۶ کیلومترمربع مساحت و ۲٬۶۷۸٬۸۹۹ نفر جمعیت دارد.